# Ramakien

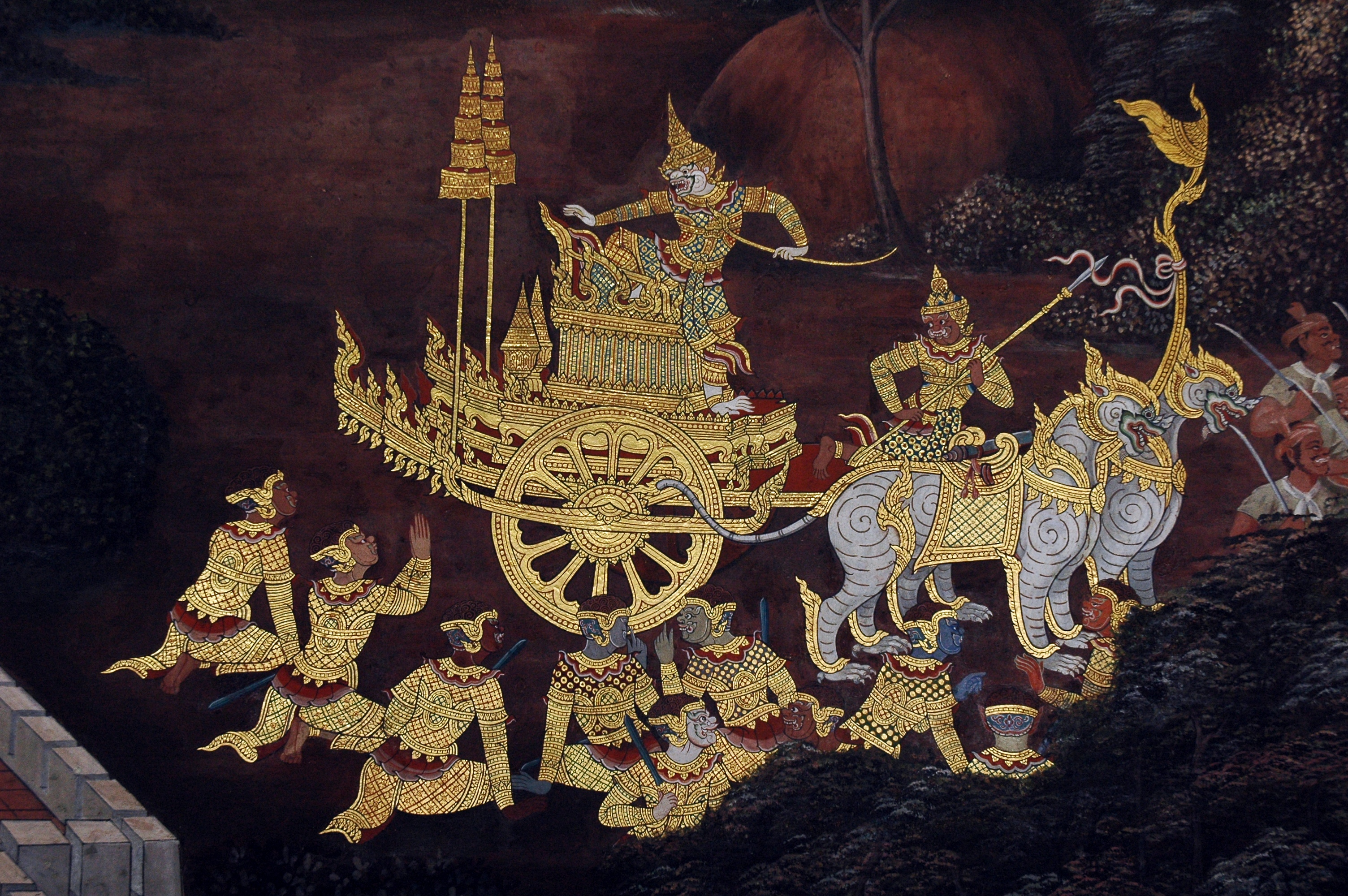
Hanuman en el seu carro, una escena de Ramakien, a Wat Phra Kaew, Bangkok.

El Ramakien (tailandès รามเกียรติ์, Reial Sistema General Tailandès de Transcripció: Rammakian, pronunciat /rāːm.mā.kīa̯n/; literalment "Glòria de Rama"; de vegades també escrit com Ramakian) és una epopeia nacional tailandesa, derivada del poema èpic hindú Ramayana. Va ser escrit a la fi del segle XVIII, durant el període anterior al del govern dels reis Rama I fins al Rama VI, sent versionat per aquests reis.

## Història del text
Ramayana, text sagrat venerat dels hindús, segons creuen molts arqueòlegs i historiadors és una col·lecció de rondalles hindús sobre l'ascendent dels déus sobre les vides dels humans, que fou escrita, segons la llegenda, als boscos de l'Índia per Valmiki en el IV aC. A Tailàndia, la història de Rama (el protagonista del Ramayana) ja era coneguda abans del primer regne independent tailandès, el Regne de Sukhothai, tal com proven les iconografies dels temples khmers del nord-est de Tailàndia. La història va ser contada moltes vegades segles abans que es fera la primera versió literària tailandesa.
La versió tailandesa del Ramayana, igual que les altres versions del Sud-est asiàtic, foren influïdes per les versions del Ramayana en tàmil (Kamba Ramayana i Tamil Purana) i el folklore tàmil. També conté altres influències a l'hora de la seua composició: les tradicions orals índies, les creences i costums tailandesos, el folklore i els mites tailandesos. També té capítols que provenen del Ramayana de l'Índia que alhora prové del Śrī Rāmacaritamānasa de Tulsidas.
Taksin (1734-1782) i Rama I (1737-1809), aquest últim probablement imitant al seu predecessor, versionaren el text en forma de versos Klon. Rama I va escriure la versió del text que presenta la forma més completa, sent la que ha donat lloc a l'aparició de versions per a representacions en el teatre. El context d'aquesta creació es la destrucció patida pel país.
L'obra és representada mitjançant els gèneres teatrals del nang (joc d'ombres) i el khon (teatre dansat amb màscares).
El 1989, Satyavrat Shastri traduí Ramakien en un poema èpìc escrit en sànscrit (mahakavya) anomenat Ramakirtimahakavyam, en 25 sargas (cants) i quasi 1200 estances en 14 metres. Aquesta obra guanyà 11 premis nacionals i internacionals.

## Història relatada en elRamakien
En aquesta versió tailandesa del Ramayana, Nang Sida (Sita) és segrestada per Thotsakan (Ravana), sent presentat aquest segrest com un acte d'amor simpàtic i la caiguda de Thotsakan com un esdeveniment trist.
Els arcs argumentals del Ramakien són els següents:
- El Primer Maya Sita
- Ramasetu o pont de Rama
- Mahi Ravana es mor
- Guerra de Kumbhakarna
- Guerra de Makarakan
- Guerra de Nagapasa
- Mort de Kampan
- Guerra de Brahmasatra
- Sita veu la batalla
- Muntanya medicinal
- Segon Maya Sita
- Ioga a Nikumbalai
- Mort d'Indrajit
- Mulabalam Asura
- Rava llença una llança
- Mort de Ravana

En conseqüència, el Ramakien tailandès segueix els arcs argumentals principals de Kamba Ramayana i inclou el capítol extra del "Primer Maya Sita".

## Anàlisi
Quant a l'estructura, el Ramakien no és res més que un poema molt llarg sense res que indique per part de l'autor que hi hagen parts d'alguna mena (capítols, cants o volums). L'estructura és, per tant, implícita.
Té frases introductòries, repeteix frases convencionals per a descriure bellesa física, la naturalesa i altres coses. Aquestes característiques provenen d'una tradició oral anterior.
Hi ha paràgrafs amb un nombre variant d'estances, entre 1 i 39 estances.
La forma del poema és el klon.
La història del Ramakien té fortes ressonàncies per a les persones del nord i l'est de l'estat tailandès.